# Sharaktah
Sharaktah (geboren in Ketelsbüttel als Christopher Mede) ist ein deutscher Rapper.

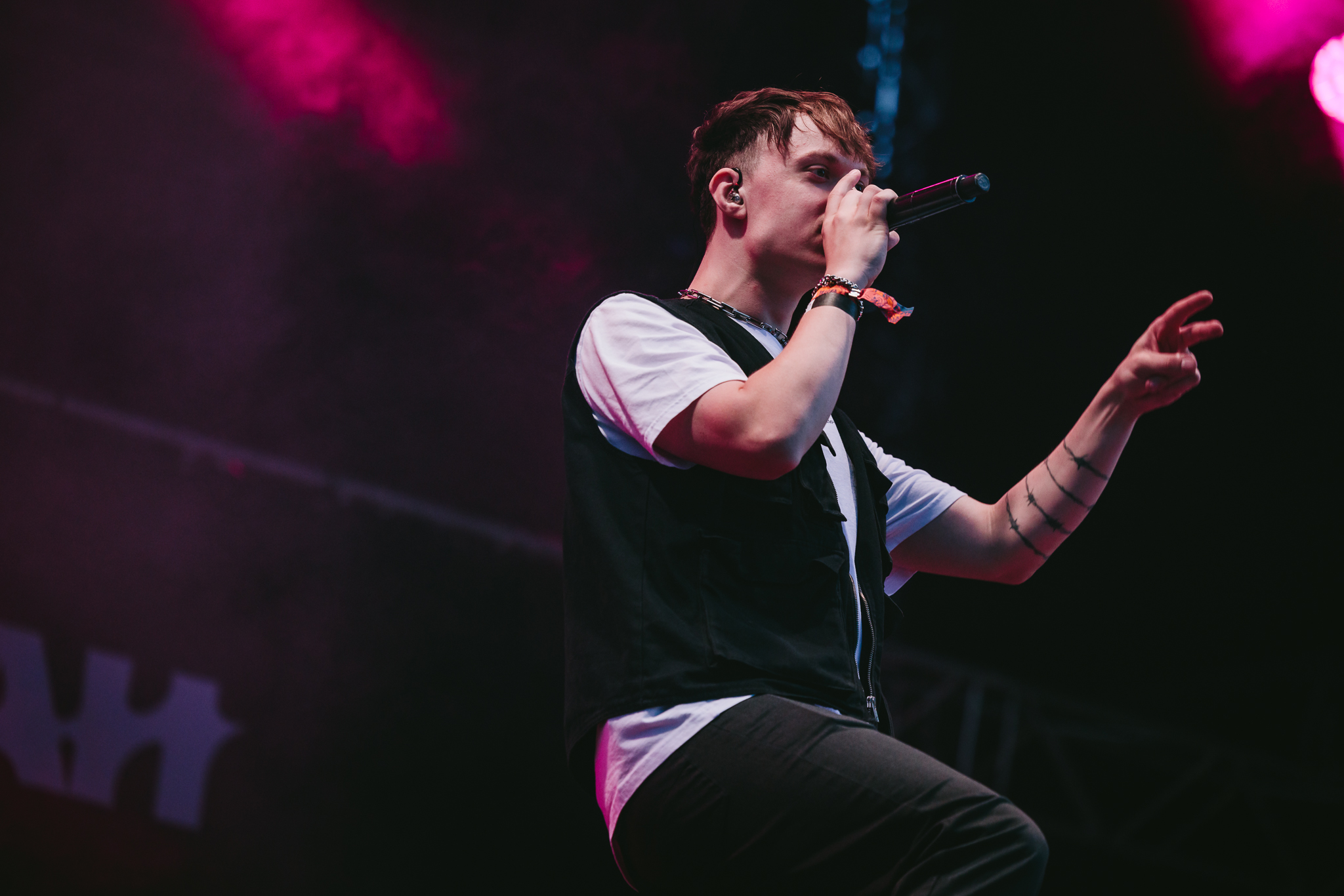
Sharaktah (Rocken am Brocken 2024)

## Leben und Karriere
Sharaktah wurde unter dem bürgerlichen Namen Christopher Mede in Ketelsbüttel in Schleswig-Holstein geboren. Seine Musik lässt sich dem Rap und Rock zuordnen und weist zudem Elemente der Punkszene und des Grunge auf. Auffällig sind die Verwendung von verschiedenen Gitarren und HipHop-Drums sowie stark melodische Songs. Seine Songtexte sind emotional und tiefgründig.
Schon in seinen frühen Lebensjahren begann er, im Schuppen seines Opas Songs zu schreiben, welcher ihm auch das Gitarrespielen beibrachte. Seine Musik wurde zuerst vor allem von Bands wie Linkin Park und Billy Talent geprägt, später aber auch stark von dem Rapper Post Malone. Seit 2020 veröffentlicht er seine Musik.

## Diskografie

### Studioalben
| Jahr | Titel Musiklabel                               | Höchstplatzierung, Gesamtwochen, AuszeichnungChartsChartplatzierungen (Jahr, Titel, Musiklabel, Platzierungen, Wochen, Auszeichnungen, Anmerkungen) | Anmerkungen                            |
| Jahr | Titel Musiklabel                               | DE | Anmerkungen                            |
| ---- | ---------------------------------------------- | --- | -------------------------------------- |
| 2021 | Almost Home Epic Records (Sony)                | — | Erstveröffentlichung: 8. Oktober 2021  |
| 2023 | Blumen wachsen durch Beton Epic Records (Sony) | DE93 (1 Wo.)DE | Erstveröffentlichung: 27. Oktober 2023 |